# Casa del carrer de les Parres, 3 (l'Espluga de Francolí)
La Casa del carrer de les Parres, 3 és una obra de l'Espluga de Francolí (Conca de Barberà) inclosa a l'Inventari del Patrimoni Arquitectònic de Catalunya.

## Descripció
Casa de planta i pis i golfes, situada al Capuig. Al no bastir-se en arc diafragmàtics, solució molt emprada en moltes cases del mateix barri per a les tasques ramaderes i agrícoles, aquesta casa adopta el mur convencional al desenvolupar un altre tipus d'activitat econòmica. El portal rodó dovellat fa pensar que a seva construcció és posterior a la de la resta d'edificis del barri, probablement dels segles XVI-XVI.